# Sidney C. Roach
Sidney Crain Roach, född 25 juli 1876 i Linn Creek i Missouri, död 29 juni 1934 i Kansas City i Missouri, var en amerikansk politiker (republikan). Han var ledamot av USA:s representanthus 1921–1925.
Roach är begravd på Roach Cemetery i Camden County i Missouri.